# Dél-afrikai labdarúgó-válogatott
A dél-afrikai labdarúgó-válogatott vagy más néven Bafana Bafana (A fiúk, A fiúk), a Dél-afrikai Köztársaság nemzeti labdarúgó-válogatottja, amelyet a dél-afrikai labdarúgó-szövetség (angolul: South African Football Association) irányít. A világ labdarúgásába 1992-ben térhetett vissza, évekkel azután, hogy kitiltották a Nemzetközi Labdarúgó-szövetségből. Hazai mérkőzéseit leginkább a johannesburgi FNB Stadion-ban játssza.
2010-ben Dél-Afrika volt a legelső afrikai ország, mely világbajnokságot rendezhetett. Szintén otthont adott a 2009-es konföderációs kupának. A válogatott eddigi legjobb eredménye az 1996-os afrikai nemzetek kupájának a megnyerése.

## Története
A dél-afrikai sport kezdeti napjaitól egészen az Apartheid végéig, a labdarúgásra jelentős mértékben hatott az ország politikai rendszere, a faji megkülönböztetés. Az 1892-ben alapított Dél-afrikai Labdarúgó-szövetség (FASA) teljes egészében fehér tagokból állt, így a válaszlépés elkerülhetetlenné vált. Az 1903-ban alapított Dél-afrikai-indiai Labdarúgó-szövetséget (SAIFA) újabb két, kifejezetten a faji megkülönböztetés ellenében fellépő labdarúgó-szövetség, a Dél-afrikai-bantu Labdarúgó-szövetség (SABFA) (1933) és a Dél-afrikai-színes Labdarúgó-szövetség (SACFA) (1936) megalakulása követte, amelyek a tiltakozás jelképeivé váltak.

### Korai évek (1892-1957)
A FASA fehér válogatottja 1924-ben egy európai körtúra során játszotta első nemzetek közötti mérkőzéseit, azonban az öt találkozóból csak a hollandiai összecsapást minősítették hivatalosnak, ahol a hazai csapat 2-1-es győzelmet aratott. Az Egyesült Királyságban lejátszott mérkőzéseik szerepelnek ugyan a dél-afrikai labdarúgó-válogatott eredménylistáján, de csak mint nem-hivatalos eredmények.
A hollandiai mérkőzést a dél-afrikai labdarúgás 23 éves nemzetközi csendje követte, a következő mérkőzésükre csak 1947-ben került sor Ausztrália ellen.

### Az apartheid-korszak
1957-ben Etiópia, Egyiptom és Szudán mellett Dél-afrika is meghívót kapott az Afrikai Labdarúgó-szövetség (CAF) megalapításának alkalmából. Dél-afrikai Köztársaság képviseletében Fred Fell, mint alapító tag vett részt a konferencián.
Az alapító tagországok számára hamarosan világossá vált, hogy nincs racionális érv amellett, hogy Dél-Afrika ne egy csak fehérekből vagy egy csak feketékből álló csapatot küldjön a hamarosan megrendezésre kerülő, első afrikai nemzetek kupájára, ezért diszkvalifikálták a tornáról, majd a CAF második, 1958-as konferenciájáról formálisan kitagadták őket. A dél-afrikai felfogással szembeni szankciók a következő években csak tovább gyűrűződtek. Még ezen évben a FASA felvételt nyert a FIFA tagországai közé, azonban az 1960 augusztusában elfogadott szabálymódosítás egy évnyi határidővel ultimátumot adott a diszkriminatív felfogásnak. Dél-Afrika válaszút elé érkezett, azonban változás nem történt. 1961. szeptember 26-án, a FIFA éves konferenciáján Dél-Afrikát formálisan kizárta tagjai közül. Néhány nappal később az Angol labdarúgó-szövetség elnökét és Dél-Afrika FIFA-taggá válásának nagykövetét, Sir Stanley Rous-t választották meg a Nemzetközi Labdarúgó-szövetség új elnökének. Rous határozott álláspontja az volt, hogy a sportot – akárcsak a FIFA-t – nem befolyásolhatja semmilyen politikai nézet és továbbra is felszólalt a Dél-Afrika védelmében, így az eltiltás 1963 januárjára, dél-afrikai látogatásának időpontja utánra tolódott. Rous az országban tett körútja során arra a megállapításra jutott, hogyha az eltiltást nem helyezik újfent egy későbbi időpontra, úgy az az ország labdarúgására olyan negatív hatással lehet, amely már visszafordíthatatlanná válna. Ennek ellenére az 1964. októberi, tokiói FIFA-kongresszuson, ahol már sokkal több afrikai és ázsiai labdarúgó-szövetség képviseltette magát, Dél-Afrika eltiltását véglegesítették.

### A sport jegyében (1991 után)
1991-ben, az apartheid-rendszer visszaszorításának sikeressége magával vonzotta egy új gondolkodásmódú Dél-afrikai labdarúgó-szövetség létrehozását. A megújult Dél-afrikai labdarúgó-válogatott 37 év után, 1992. július 7-én lépett először pályára Kamerun ellen, és szenzációs játékkal 1–0 arányban kerekedtek a szelídíthetetlen oroszlánok fölé. Az 1996 és az azt követő pár év a Bafana Bafana történetének eddigi legsikeresebb időszaka. A sikert siker követte: 1996-ban megnyerték a Dél-Afrikában rendezett afrikai nemzetek kupáját. Tornagyőzelmüknek köszönhetően részt vettek az 1997-es konföderációs kupán, ráadásul a világranglistán a 16. helyre kerültek. Az 1998-as Afrika-kupán, a döntőben kaptak ki Egyiptomtól 2–0-ra és 1998-ban első alkalommal jutottak ki a világbajnokságra. Első vb mérkőzésükön 3–0-s vereséget szenvedtek a házigazda Franciaország ellen, majd ezt két döntetlen követte, Dánia (1–1) és Szaúd-Arábia (2–2) ellen. A megszerzett két pont kevésnek bizonyult és nem jutottak tovább a csoportból. A 2000-es afrikai nemzetek kupáján a harmadik helyet szerezték meg, azonban a szövetség nem volt elégedett ezzel az eredménnyel és a torna után a portugál szakembert, Carlos Queiroz-t nevezték ki a válogatott élére. Queiroz kivezette a válogatottat a 2002-es világbajnokságra, de a tornán már nem ő irányította a nemzeti csapatot. A vb-n Paraguay ellen 2–0-s hátrányból álltak fel és egyenlítettek. Szlovéniát 1–0-ra legyőzték, ami Dél-Afrika történetének első győzelme volt a világbajnokságokon. Az utolsó csoportmérkőzésükön kétszer is egyenlíteni tudtak Spanyolország ellen, de végül 3–2-re kikaptak, így a továbbjutás lehetősége már nem az ő kezükben volt. A Paraguay-Szlovénia mérkőzésen egészen a 84. percig kedvezően alakult a Dél-afrikaiak számára, ekkor azonban a paraguayiak gólt szereztek, amivel 3–1-re megnyerték a mérkőzést. Mindez azt jelentette, hogy Dél-Afrika a rosszabb gólkülönbsége miatt volt kénytelen búcsúzni a világbajnokságtól. A 2002 és 2006 közötti időszakban szinte évente váltották egymást a szövetségi kapitányok, mivel egyikük sem tudott értékelhető és jó eredményt felmutatni. A 2004-es és a 2006-os Afrika-kupán csúnyán leszerepelt a válogatott, mert már a csoportkörből sem sikerült továbbjutniuk. A 2006-os világbajnokságra nem sikerült kvalifikálniuk magukat
2004-ben Sepp Blatter bejelentette, hogy a Dél-afrikai Köztársaság rendezi majd a 2010-es labdarúgó-világbajnokságot.
Dél-Afrika gól nélküli, sikertelen 2006-os afrikai nemzetek kupája-szereplése hatással volt a hazai támogatók befektetéseire, ezért egy világhírű szövetségi kapitány szerződtetésében keresték a megoldást. Számos pletyka látott napvilágot arról, hogy az akkori angol szövetségi kapitány, Sven-Göran Eriksson veszi majd át a csapat irányítását, akinek a Dél-afrikai labdarúgó-szövetség 30 millió fontot ajánlott, hogy a Bafana Bafana-t 2010-ben a világbajnoki címig vezesse, azonban ez mint kiderült, csak tévhír volt. A szövetségi kapitányi posztot végül is a brazil mesteredző, Carlos Alberto Parreira kapta meg egy négyéves szerződés keretében. Megbízatása 2007. január 1-je után lépett érvénybe, azonban 2008. április 21-én, személyes okokra hivatkozva lemondott. Helyét egy másik brazil sikeredző, Joel Santana vette át.

## Nemzetközi eredmények
Afrikai nemzetek kupája
- Aranyérmes: 1 alkalommal (1996)
- Ezüstérmes: 1 alkalommal (1998)
- Bronzérmes: 1 alkalommal (2000)

Konföderációs kupa :
- 'Negyedik helyezett: 1 alkalommal (2009)

COSAFA-kupa
- Aranyérmes: 5 alkalommal (2002, 2007, 2008, 2016, 2021)
- Bronzérmes: 4 alkalommal (2000, 2005, 2009, 2013)

Afro-ázsiai nemzetek kupája :
- Aranyérmes: 1 alkalommal (1997)

### Világbajnoki szereplés
| Év       | Eredmény                    | Helyezés                    | M                           | GY                          | D                           | V                           | RG                          | KG                          |
| -------- | --------------------------- | --------------------------- | --------------------------- | --------------------------- | --------------------------- | --------------------------- | --------------------------- | --------------------------- |
| 1930     | Nem indult                  | Nem indult                  | Nem indult                  | Nem indult                  | Nem indult                  | Nem indult                  | Nem indult                  | Nem indult                  |
| 1934     | Nem indult                  | Nem indult                  | Nem indult                  | Nem indult                  | Nem indult                  | Nem indult                  | Nem indult                  | Nem indult                  |
| 1938     | Nem indult                  | Nem indult                  | Nem indult                  | Nem indult                  | Nem indult                  | Nem indult                  | Nem indult                  | Nem indult                  |
| 1950     | Nem indult                  | Nem indult                  | Nem indult                  | Nem indult                  | Nem indult                  | Nem indult                  | Nem indult                  | Nem indult                  |
| 1954     | Nem indult                  | Nem indult                  | Nem indult                  | Nem indult                  | Nem indult                  | Nem indult                  | Nem indult                  | Nem indult                  |
| 1958     | Nem indult                  | Nem indult                  | Nem indult                  | Nem indult                  | Nem indult                  | Nem indult                  | Nem indult                  | Nem indult                  |
| 1962     | Nem indult                  | Nem indult                  | Nem indult                  | Nem indult                  | Nem indult                  | Nem indult                  | Nem indult                  | Nem indult                  |
| 1966     | Az apartheid miatt kizárták | Az apartheid miatt kizárták | Az apartheid miatt kizárták | Az apartheid miatt kizárták | Az apartheid miatt kizárták | Az apartheid miatt kizárták | Az apartheid miatt kizárták | Az apartheid miatt kizárták |
| 1970     | Az apartheid miatt kizárták | Az apartheid miatt kizárták | Az apartheid miatt kizárták | Az apartheid miatt kizárták | Az apartheid miatt kizárták | Az apartheid miatt kizárták | Az apartheid miatt kizárták | Az apartheid miatt kizárták |
| 1974     | Az apartheid miatt kizárták | Az apartheid miatt kizárták | Az apartheid miatt kizárták | Az apartheid miatt kizárták | Az apartheid miatt kizárták | Az apartheid miatt kizárták | Az apartheid miatt kizárták | Az apartheid miatt kizárták |
| 1978     | Az apartheid miatt kizárták | Az apartheid miatt kizárták | Az apartheid miatt kizárták | Az apartheid miatt kizárták | Az apartheid miatt kizárták | Az apartheid miatt kizárták | Az apartheid miatt kizárták | Az apartheid miatt kizárták |
| 1982     | Az apartheid miatt kizárták | Az apartheid miatt kizárták | Az apartheid miatt kizárták | Az apartheid miatt kizárták | Az apartheid miatt kizárták | Az apartheid miatt kizárták | Az apartheid miatt kizárták | Az apartheid miatt kizárták |
| 1986     | Az apartheid miatt kizárták | Az apartheid miatt kizárták | Az apartheid miatt kizárták | Az apartheid miatt kizárták | Az apartheid miatt kizárták | Az apartheid miatt kizárták | Az apartheid miatt kizárták | Az apartheid miatt kizárták |
| 1990     | Az apartheid miatt kizárták | Az apartheid miatt kizárták | Az apartheid miatt kizárták | Az apartheid miatt kizárták | Az apartheid miatt kizárták | Az apartheid miatt kizárták | Az apartheid miatt kizárták | Az apartheid miatt kizárták |
| 1994     | Nem jutott be               | Nem jutott be               | Nem jutott be               | Nem jutott be               | Nem jutott be               | Nem jutott be               | Nem jutott be               | Nem jutott be               |
| 1998     | Csoportkör                  | 24.                         | 3                           | 0                           | 2                           | 1                           | 3                           | 6                           |
| 2002     | Csoportkör                  | 17.                         | 3                           | 1                           | 1                           | 1                           | 5                           | 5                           |
| 2006     | Nem jutott be               | Nem jutott be               | Nem jutott be               | Nem jutott be               | Nem jutott be               | Nem jutott be               | Nem jutott be               | Nem jutott be               |
| 2010     | Csoportkör                  | 20.                         | 3                           | 1                           | 1                           | 1                           | 3                           | 5                           |
| 2014     | Nem jutott be               | Nem jutott be               | Nem jutott be               | Nem jutott be               | Nem jutott be               | Nem jutott be               | Nem jutott be               | Nem jutott be               |
| 2018     | Nem jutott be               | Nem jutott be               | Nem jutott be               | Nem jutott be               | Nem jutott be               | Nem jutott be               | Nem jutott be               | Nem jutott be               |
| 2022     | Nem jutott be               | Nem jutott be               | Nem jutott be               | Nem jutott be               | Nem jutott be               | Nem jutott be               | Nem jutott be               | Nem jutott be               |
| Összesen | Csoportkör                  | 3/22                        | 9                           | 2                           | 4                           | 3                           | 11                          | 16                          |

### Konföderációs kupa-szereplés
| Konföderációs kupa szereplés | Konföderációs kupa szereplés | Konföderációs kupa szereplés | Konföderációs kupa szereplés | Konföderációs kupa szereplés | Konföderációs kupa szereplés | Konföderációs kupa szereplés | Konföderációs kupa szereplés | Konföderációs kupa szereplés |               |
| Év                           | Eredmény                     | Helyezés                     | M                            | Gy                           | D*                           | V                            | RG                           | KG                           |               |
| ---------------------------- | ---------------------------- | ---------------------------- | ---------------------------- | ---------------------------- | ---------------------------- | ---------------------------- | ---------------------------- | ---------------------------- | ------------- |
| 1992                         | Az apartheid miatt kizárták  | Az apartheid miatt kizárták  | Az apartheid miatt kizárták  | Az apartheid miatt kizárták  | Az apartheid miatt kizárták  | Az apartheid miatt kizárták  | Az apartheid miatt kizárták  | Az apartheid miatt kizárták  |               |
| 1995                         | Nem jutott be                | Nem jutott be                | Nem jutott be                | Nem jutott be                | Nem jutott be                | Nem jutott be                | Nem jutott be                | Nem jutott be                | Nem jutott be |
| 1997                         | Csoportkör                   | 8.                           | 3                            | 0                            | 1                            | 2                            | 5                            | 7                            |               |
| 1999                         | Nem jutott be                | Nem jutott be                | Nem jutott be                | Nem jutott be                | Nem jutott be                | Nem jutott be                | Nem jutott be                | Nem jutott be                | Nem jutott be |
| 2001                         | Nem jutott be                | Nem jutott be                | Nem jutott be                | Nem jutott be                | Nem jutott be                | Nem jutott be                | Nem jutott be                | Nem jutott be                | Nem jutott be |
| 2003                         | Nem jutott be                | Nem jutott be                | Nem jutott be                | Nem jutott be                | Nem jutott be                | Nem jutott be                | Nem jutott be                | Nem jutott be                | Nem jutott be |
| 2005                         | Nem jutott be                | Nem jutott be                | Nem jutott be                | Nem jutott be                | Nem jutott be                | Nem jutott be                | Nem jutott be                | Nem jutott be                | Nem jutott be |
| 2009                         | Negyedik hely                | 4.                           | 5                            | 1                            | 1                            | 3                            | 4                            | 6                            |               |
| 2013                         | Nem jutott be                | Nem jutott be                | Nem jutott be                | Nem jutott be                | Nem jutott be                | Nem jutott be                | Nem jutott be                | Nem jutott be                | Nem jutott be |
| 2017                         | Nem jutott be                | Nem jutott be                | Nem jutott be                | Nem jutott be                | Nem jutott be                | Nem jutott be                | Nem jutott be                | Nem jutott be                | Nem jutott be |
| Összesen                     | Negyedik hely                | 2/10                         | 8                            | 1                            | 2                            | 5                            | 9                            | 13                           |               |

### Afrikai nemzetek kupája-szereplés
| Afrikai nemzetek kupája szereplés | Afrikai nemzetek kupája szereplés                          | Afrikai nemzetek kupája szereplés                          | Afrikai nemzetek kupája szereplés                          | Afrikai nemzetek kupája szereplés                          | Afrikai nemzetek kupája szereplés                          | Afrikai nemzetek kupája szereplés                          | Afrikai nemzetek kupája szereplés                          | Afrikai nemzetek kupája szereplés                          |
| Év                                | Eredmény                                                   | Helyezés                                                   | M                                                          | Gy                                                         | D*                                                         | V                                                          | RG                                                         | KG                                                         |
| --------------------------------- | ---------------------------------------------------------- | ---------------------------------------------------------- | ---------------------------------------------------------- | ---------------------------------------------------------- | ---------------------------------------------------------- | ---------------------------------------------------------- | ---------------------------------------------------------- | ---------------------------------------------------------- |
| 1957                              | Bejutott, de kizárták az apartheid miatt                   | Bejutott, de kizárták az apartheid miatt                   | Bejutott, de kizárták az apartheid miatt                   | Bejutott, de kizárták az apartheid miatt                   | Bejutott, de kizárták az apartheid miatt                   | Bejutott, de kizárták az apartheid miatt                   | Bejutott, de kizárták az apartheid miatt                   | Bejutott, de kizárták az apartheid miatt                   |
| 1959                              | Faji megkülönböztetés, az apartheid miatt diszkvalifikálva | Faji megkülönböztetés, az apartheid miatt diszkvalifikálva | Faji megkülönböztetés, az apartheid miatt diszkvalifikálva | Faji megkülönböztetés, az apartheid miatt diszkvalifikálva | Faji megkülönböztetés, az apartheid miatt diszkvalifikálva | Faji megkülönböztetés, az apartheid miatt diszkvalifikálva | Faji megkülönböztetés, az apartheid miatt diszkvalifikálva | Faji megkülönböztetés, az apartheid miatt diszkvalifikálva |
| 1962                              | Faji megkülönböztetés, az apartheid miatt diszkvalifikálva | Faji megkülönböztetés, az apartheid miatt diszkvalifikálva | Faji megkülönböztetés, az apartheid miatt diszkvalifikálva | Faji megkülönböztetés, az apartheid miatt diszkvalifikálva | Faji megkülönböztetés, az apartheid miatt diszkvalifikálva | Faji megkülönböztetés, az apartheid miatt diszkvalifikálva | Faji megkülönböztetés, az apartheid miatt diszkvalifikálva | Faji megkülönböztetés, az apartheid miatt diszkvalifikálva |
| 1963                              | Faji megkülönböztetés, az apartheid miatt diszkvalifikálva | Faji megkülönböztetés, az apartheid miatt diszkvalifikálva | Faji megkülönböztetés, az apartheid miatt diszkvalifikálva | Faji megkülönböztetés, az apartheid miatt diszkvalifikálva | Faji megkülönböztetés, az apartheid miatt diszkvalifikálva | Faji megkülönböztetés, az apartheid miatt diszkvalifikálva | Faji megkülönböztetés, az apartheid miatt diszkvalifikálva | Faji megkülönböztetés, az apartheid miatt diszkvalifikálva |
| 1965                              | Faji megkülönböztetés, az apartheid miatt diszkvalifikálva | Faji megkülönböztetés, az apartheid miatt diszkvalifikálva | Faji megkülönböztetés, az apartheid miatt diszkvalifikálva | Faji megkülönböztetés, az apartheid miatt diszkvalifikálva | Faji megkülönböztetés, az apartheid miatt diszkvalifikálva | Faji megkülönböztetés, az apartheid miatt diszkvalifikálva | Faji megkülönböztetés, az apartheid miatt diszkvalifikálva | Faji megkülönböztetés, az apartheid miatt diszkvalifikálva |
| 1968                              | Faji megkülönböztetés, az apartheid miatt diszkvalifikálva | Faji megkülönböztetés, az apartheid miatt diszkvalifikálva | Faji megkülönböztetés, az apartheid miatt diszkvalifikálva | Faji megkülönböztetés, az apartheid miatt diszkvalifikálva | Faji megkülönböztetés, az apartheid miatt diszkvalifikálva | Faji megkülönböztetés, az apartheid miatt diszkvalifikálva | Faji megkülönböztetés, az apartheid miatt diszkvalifikálva | Faji megkülönböztetés, az apartheid miatt diszkvalifikálva |
| 1970                              | Faji megkülönböztetés, az apartheid miatt diszkvalifikálva | Faji megkülönböztetés, az apartheid miatt diszkvalifikálva | Faji megkülönböztetés, az apartheid miatt diszkvalifikálva | Faji megkülönböztetés, az apartheid miatt diszkvalifikálva | Faji megkülönböztetés, az apartheid miatt diszkvalifikálva | Faji megkülönböztetés, az apartheid miatt diszkvalifikálva | Faji megkülönböztetés, az apartheid miatt diszkvalifikálva | Faji megkülönböztetés, az apartheid miatt diszkvalifikálva |
| 1972                              | Faji megkülönböztetés, az apartheid miatt diszkvalifikálva | Faji megkülönböztetés, az apartheid miatt diszkvalifikálva | Faji megkülönböztetés, az apartheid miatt diszkvalifikálva | Faji megkülönböztetés, az apartheid miatt diszkvalifikálva | Faji megkülönböztetés, az apartheid miatt diszkvalifikálva | Faji megkülönböztetés, az apartheid miatt diszkvalifikálva | Faji megkülönböztetés, az apartheid miatt diszkvalifikálva | Faji megkülönböztetés, az apartheid miatt diszkvalifikálva |
| 1974                              | Faji megkülönböztetés, az apartheid miatt diszkvalifikálva | Faji megkülönböztetés, az apartheid miatt diszkvalifikálva | Faji megkülönböztetés, az apartheid miatt diszkvalifikálva | Faji megkülönböztetés, az apartheid miatt diszkvalifikálva | Faji megkülönböztetés, az apartheid miatt diszkvalifikálva | Faji megkülönböztetés, az apartheid miatt diszkvalifikálva | Faji megkülönböztetés, az apartheid miatt diszkvalifikálva | Faji megkülönböztetés, az apartheid miatt diszkvalifikálva |
| 1976                              | Faji megkülönböztetés, az apartheid miatt diszkvalifikálva | Faji megkülönböztetés, az apartheid miatt diszkvalifikálva | Faji megkülönböztetés, az apartheid miatt diszkvalifikálva | Faji megkülönböztetés, az apartheid miatt diszkvalifikálva | Faji megkülönböztetés, az apartheid miatt diszkvalifikálva | Faji megkülönböztetés, az apartheid miatt diszkvalifikálva | Faji megkülönböztetés, az apartheid miatt diszkvalifikálva | Faji megkülönböztetés, az apartheid miatt diszkvalifikálva |
| 1978                              | Faji megkülönböztetés, az apartheid miatt diszkvalifikálva | Faji megkülönböztetés, az apartheid miatt diszkvalifikálva | Faji megkülönböztetés, az apartheid miatt diszkvalifikálva | Faji megkülönböztetés, az apartheid miatt diszkvalifikálva | Faji megkülönböztetés, az apartheid miatt diszkvalifikálva | Faji megkülönböztetés, az apartheid miatt diszkvalifikálva | Faji megkülönböztetés, az apartheid miatt diszkvalifikálva | Faji megkülönböztetés, az apartheid miatt diszkvalifikálva |
| 1980                              | Faji megkülönböztetés, az apartheid miatt diszkvalifikálva | Faji megkülönböztetés, az apartheid miatt diszkvalifikálva | Faji megkülönböztetés, az apartheid miatt diszkvalifikálva | Faji megkülönböztetés, az apartheid miatt diszkvalifikálva | Faji megkülönböztetés, az apartheid miatt diszkvalifikálva | Faji megkülönböztetés, az apartheid miatt diszkvalifikálva | Faji megkülönböztetés, az apartheid miatt diszkvalifikálva | Faji megkülönböztetés, az apartheid miatt diszkvalifikálva |
| 1982                              | Faji megkülönböztetés, az apartheid miatt diszkvalifikálva | Faji megkülönböztetés, az apartheid miatt diszkvalifikálva | Faji megkülönböztetés, az apartheid miatt diszkvalifikálva | Faji megkülönböztetés, az apartheid miatt diszkvalifikálva | Faji megkülönböztetés, az apartheid miatt diszkvalifikálva | Faji megkülönböztetés, az apartheid miatt diszkvalifikálva | Faji megkülönböztetés, az apartheid miatt diszkvalifikálva | Faji megkülönböztetés, az apartheid miatt diszkvalifikálva |
| 1984                              | Faji megkülönböztetés, az apartheid miatt diszkvalifikálva | Faji megkülönböztetés, az apartheid miatt diszkvalifikálva | Faji megkülönböztetés, az apartheid miatt diszkvalifikálva | Faji megkülönböztetés, az apartheid miatt diszkvalifikálva | Faji megkülönböztetés, az apartheid miatt diszkvalifikálva | Faji megkülönböztetés, az apartheid miatt diszkvalifikálva | Faji megkülönböztetés, az apartheid miatt diszkvalifikálva | Faji megkülönböztetés, az apartheid miatt diszkvalifikálva |
| 1986                              | Faji megkülönböztetés, az apartheid miatt diszkvalifikálva | Faji megkülönböztetés, az apartheid miatt diszkvalifikálva | Faji megkülönböztetés, az apartheid miatt diszkvalifikálva | Faji megkülönböztetés, az apartheid miatt diszkvalifikálva | Faji megkülönböztetés, az apartheid miatt diszkvalifikálva | Faji megkülönböztetés, az apartheid miatt diszkvalifikálva | Faji megkülönböztetés, az apartheid miatt diszkvalifikálva | Faji megkülönböztetés, az apartheid miatt diszkvalifikálva |
| 1988                              | Faji megkülönböztetés, az apartheid miatt diszkvalifikálva | Faji megkülönböztetés, az apartheid miatt diszkvalifikálva | Faji megkülönböztetés, az apartheid miatt diszkvalifikálva | Faji megkülönböztetés, az apartheid miatt diszkvalifikálva | Faji megkülönböztetés, az apartheid miatt diszkvalifikálva | Faji megkülönböztetés, az apartheid miatt diszkvalifikálva | Faji megkülönböztetés, az apartheid miatt diszkvalifikálva | Faji megkülönböztetés, az apartheid miatt diszkvalifikálva |
| 1990                              | Faji megkülönböztetés, az apartheid miatt diszkvalifikálva | Faji megkülönböztetés, az apartheid miatt diszkvalifikálva | Faji megkülönböztetés, az apartheid miatt diszkvalifikálva | Faji megkülönböztetés, az apartheid miatt diszkvalifikálva | Faji megkülönböztetés, az apartheid miatt diszkvalifikálva | Faji megkülönböztetés, az apartheid miatt diszkvalifikálva | Faji megkülönböztetés, az apartheid miatt diszkvalifikálva | Faji megkülönböztetés, az apartheid miatt diszkvalifikálva |
| 1992                              | Faji megkülönböztetés, az apartheid miatt diszkvalifikálva | Faji megkülönböztetés, az apartheid miatt diszkvalifikálva | Faji megkülönböztetés, az apartheid miatt diszkvalifikálva | Faji megkülönböztetés, az apartheid miatt diszkvalifikálva | Faji megkülönböztetés, az apartheid miatt diszkvalifikálva | Faji megkülönböztetés, az apartheid miatt diszkvalifikálva | Faji megkülönböztetés, az apartheid miatt diszkvalifikálva | Faji megkülönböztetés, az apartheid miatt diszkvalifikálva |
| 1994                              | Nem jutott be                                              | Nem jutott be                                              | Nem jutott be                                              | Nem jutott be                                              | Nem jutott be                                              | Nem jutott be                                              | Nem jutott be                                              | Nem jutott be                                              |
| 1996                              | Aranyérmes                                                 | 1.                                                         | 6                                                          | 5                                                          | 0                                                          | 1                                                          | 11                                                         | 2                                                          |
| 1998                              | Ezüstérmes                                                 | 2.                                                         | 6                                                          | 3                                                          | 2                                                          | 1                                                          | 9                                                          | 6                                                          |
| 2000                              | Bronzérmes                                                 | 3.                                                         | 6                                                          | 3                                                          | 2                                                          | 1                                                          | 8                                                          | 6                                                          |
| 2002                              | Negyeddöntő                                                | 6.                                                         | 4                                                          | 1                                                          | 2                                                          | 1                                                          | 3                                                          | 3                                                          |
| 2004                              | Csoportkör                                                 | 11.                                                        | 3                                                          | 1                                                          | 1                                                          | 1                                                          | 3                                                          | 5                                                          |
| 2006                              | Csoportkör                                                 | 16.                                                        | 3                                                          | 0                                                          | 0                                                          | 3                                                          | 0                                                          | 5                                                          |
| 2008                              | Csoportkör                                                 | 13.                                                        | 3                                                          | 0                                                          | 2                                                          | 1                                                          | 3                                                          | 5                                                          |
| 2010                              | Nem jutott be                                              | Nem jutott be                                              | Nem jutott be                                              | Nem jutott be                                              | Nem jutott be                                              | Nem jutott be                                              | Nem jutott be                                              | Nem jutott be                                              |
| 2012                              | Nem jutott be                                              | Nem jutott be                                              | Nem jutott be                                              | Nem jutott be                                              | Nem jutott be                                              | Nem jutott be                                              | Nem jutott be                                              | Nem jutott be                                              |
| 2013                              | Negyeddöntő                                                | 6.                                                         | 4                                                          | 1                                                          | 2                                                          | 1                                                          | 5                                                          | 3                                                          |
| 2015                              | Csoportkör                                                 | 15.                                                        | 3                                                          | 0                                                          | 1                                                          | 2                                                          | 3                                                          | 6                                                          |
| 2017                              | Nem jutott be                                              | Nem jutott be                                              | Nem jutott be                                              | Nem jutott be                                              | Nem jutott be                                              | Nem jutott be                                              | Nem jutott be                                              | Nem jutott be                                              |
| 2019                              | Negyeddöntő                                                | 7.                                                         | 5                                                          | 2                                                          | 0                                                          | 3                                                          | 3                                                          | 4                                                          |
| 2021                              | Nem jutott be                                              | Nem jutott be                                              | Nem jutott be                                              | Nem jutott be                                              | Nem jutott be                                              | Nem jutott be                                              | Nem jutott be                                              | Nem jutott be                                              |
| 2023                              | Folyamatban                                                | Folyamatban                                                | Folyamatban                                                | Folyamatban                                                | Folyamatban                                                | Folyamatban                                                | Folyamatban                                                | Folyamatban                                                |
| 2025                              | Folyamatban                                                | Folyamatban                                                | Folyamatban                                                | Folyamatban                                                | Folyamatban                                                | Folyamatban                                                | Folyamatban                                                | Folyamatban                                                |
| Összesen                          | 1 aranyérem                                                | 10/33                                                      | 43                                                         | 16                                                         | 12                                                         | 15                                                         | 48                                                         | 45                                                         |

*Beleértve az egyeneses kieséses szakaszban elért döntetleneket is.

## Játékosok

### A legtöbb válogatottsággal rendelkező játékosok
Az adatok 2022. július 17. állapotoknak felelnek meg.
- A még aktív játékosok (félkövérrel) vannak megjelölve.

| Rank | Játékos            | Mérkőzés | Gólok | Időszak   |
| ---- | ------------------ | -------- | ----- | --------- |
| 1    | Aaron Mokoena      | 107      | 1     | 1999–2010 |
| 2    | Itumeleng Khune    | 91       | 0     | 2008–     |
| 3    | Siphiwe Tshabalala | 89       | 12    | 2006–2017 |
| 4    | Siyabonga Nomvethe | 82       | 16    | 1999–2012 |
| 5    | Benni McCarthy     | 81       | 31    | 1997–2012 |
| 6    | Shaun Bartlett     | 74       | 28    | 1995–2005 |
| 7    | John Moshoeu       | 73       | 8     | 1992–2004 |
| 8    | Delron Buckley     | 72       | 10    | 1999–2008 |
| 8    | Bernard Parker     | 72       | 23    | 2007–2015 |
| 10   | Lucas Radebe       | 70       | 2     | 1992–2003 |

### A válogatottban legtöbb gólt szerző játékosok
Az adatok 2022. július 17. állapotoknak felelnek meg.
- A még aktív játékosok (félkövérrel) vannak megjelölve.

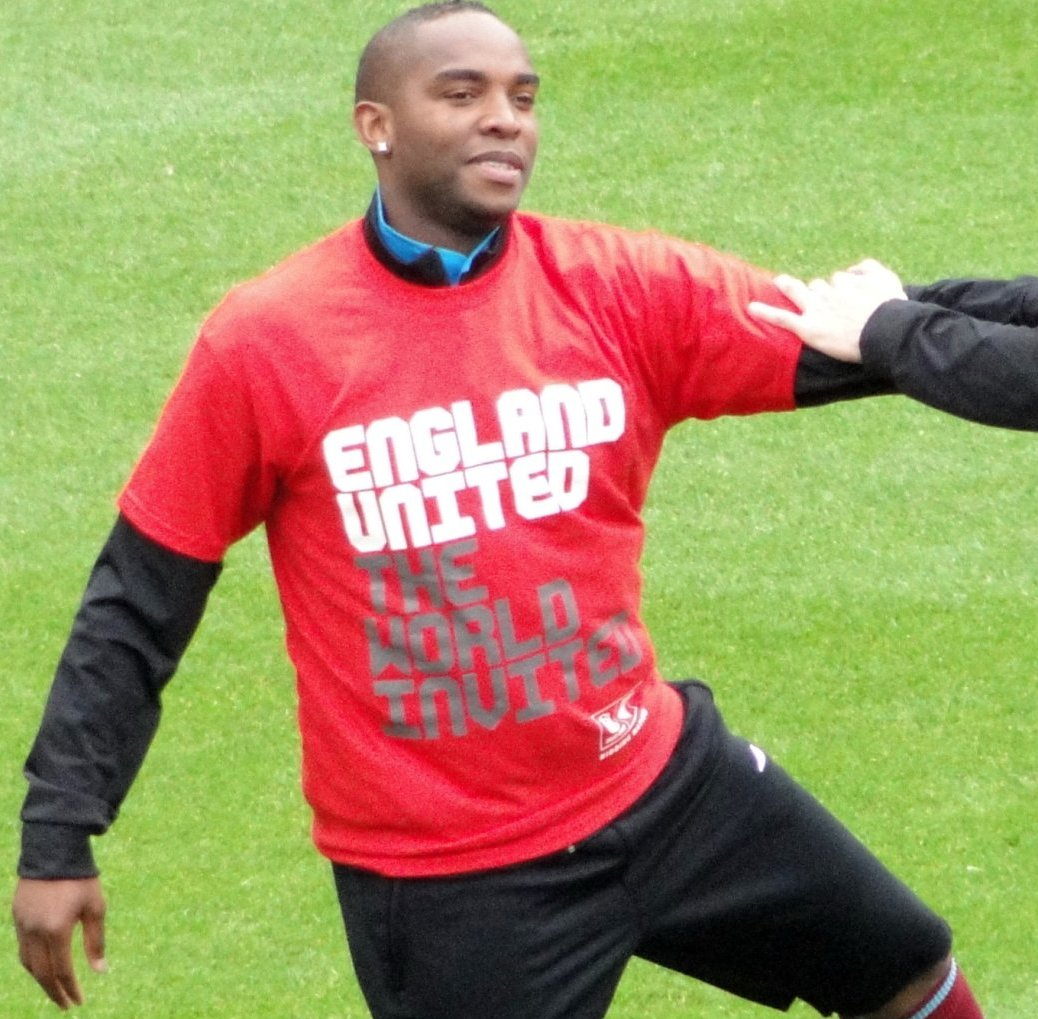
Benni McCarthy a válogatott történetének legeredményesebb játékosa 31 góllal.

| # | Játékos            | Gólok | Mérkőzés | Arány | Időszak   |
| - | ------------------ | ----- | -------- | ----- | --------- |
| 1 | Benni McCarthy     | 31    | 81       | 0.39  | 1997–2012 |
| 2 | Shaun Bartlett     | 28    | 74       | 0.38  | 1995–2005 |
| 3 | Katlego Mphela     | 23    | 53       | 0.43  | 2005–2013 |
| 3 | Bernard Parker     | 23    | 72       | 0.32  | 2007–2015 |
| 5 | Philemon Masinga   | 19    | 58       | 0.33  | 1992–2001 |
| 6 | Siyabonga Nomvethe | 16    | 82       | 0.2   | 1999–2012 |
| 7 | Sibusiso Zuma      | 13    | 67       | 0.19  | 1998–2008 |
| 7 | Percy Tau          | 13    | 34       | 0.38  | 2017–     |
| 9 | Tokelo Rantie      | 12    | 41       | 0.29  | 2012–2017 |
| 9 | Siphiwe Tshabalala | 12    | 89       | 0.13  | 2006–2017 |

### Híresebb játékosok
- Shaun Bartlett, a dél-afrikai válogatottsági csúcstartó, a Charlton egykori játékosa.
- Doctor Khumalo, a dél-afrikai középpályás legenda.
- Benni McCarthy, a legismertebb dél-afrikai labdarúgó, aki a legtöbb gólt szerezte eddig a válogatottban.
- Lucas Radebe, a Leeds United egykori védője.
- Quinton Fortune, aki pályafutásának legsikeresebb korszakát a Manchester Unitedben élte.
- Aaron Mokoena, a válogatott csapatkapitánya, a Blackburn védője.
- Mark Fish, a Boltonban és a Charltonban is 100 szereplést elérő, kiváló védő.
- Philemon Masinga, a Leeds United és a AS Bari egykori 58-szoros válogatott csatára.
- Sibusiso Zuma, aki az FC Københavnban tett szert Európa-szintű hírnévre. Jelenleg a Arminia Bielefeld játékosa.
- Hans Vonk, a dél-afrikai labdarúgás legismertebb kapusa.

## Szövetségi kapitányok 1985-től
- Dieter Widmann (1985–1994)
- Clive Barker (1994–1997)
- Jono Sono (1998)
- Philippe Troussier (1998)
- Trott Moloto (1998–2000)
- Carlos Queiroz (2000–2002)
- Jono Sono (2002)
- Ephraim Mashaba (2002–2004, 2014–16)
- April Phumo (2004)
- Stuart Baxter (2004–2005, 2017–19)
- Ted Dumitru (2005–2006)
- Pitso Mosimane (2006)
- Carlos Alberto Parreira (2007–2008)
- Joel Santana (2008–2009)
- Pitso Mosimane (2010–12)
- Steve Komphela (2012) (megbízott)
- Gordon Igesund (2012–14)
- Molefi Ntseki (2019–2021)
- Hugo Broos (2021–2022, 2022–)
- Helman Mkhalele (2021–2022)